# Hammadiden

Een minaret van de Hammadiden.

Hammadiden waren een Berberse dynastie die van 1014 tot 1152 over Centraal-Maghreb (ongeveer het huidige Algerije) regeerde. De dynastie was een aftakking van de Ziridendynastie. Het werd gesticht door Hammad ibn Buluggin, broer van de Ziridenheerser.

## Geschiedenis
De Ziriden regeerden sinds de 10e eeuw namens de sjiitische Fatimiden over de Maghreb. Hammad was in 1007 door zijn broer aangesteld als gouverneur van Centraal-Maghreb. In 1014 verklaarde hij zich echter onafhankelijk van de Ziriden en nam publiekelijk afstand van de sjiitische doctrine. Een oorlog met de Ziriden volgde, die eindigde in een wapenstilstand. In 1018 vaardigden de Ziriden een erkenning uit van het jonge koninkrijk.
De hoofdstad van het rijk was tot 1090 Qalaat Beni Hammad, de stad die door Ibn Buluggin zelf in 1007 werd gesticht. In 1090 moest de stad verlaten worden, vanwege aanvallen door de Arabische Banu Hilal-bedoeïenen. Tegenwoordig staan alleen de ruïnes nog. Opgravingen schetsen het beeld van een welvarende stad, dat een hoge mate van beschaving kende: een schat aan terracotta, juwelen, munten en keramiek zijn teruggevonden. Sinds 1980 staat het op de Werelderfgoedlijst van UNESCO.
Na hun vertrek uit Qalaat Beni Hammad stichtten zij hun nieuwe hoofdstad, Béjaïa. Deze zou gedurende de middeleeuwen uitgroeien tot een van de rijkste steden aan de Middellandse Zeekust. In 1152 werd de stad ingenomen door de Berberse Almohaden uit Marokko, waarmee een einde kwam aan hun bewind.

## Heersers
| regeerperiode | naam                   | opmerking |
| ------------- | ---------------------- | --------- |
| 1014 – 1028   | Hammad ibn Buluggin    |           |
| 1028 – 1045   | Qaid ibn Hammad        |           |
| 1045 – 1046   | Muhsin ibn Qaid        |           |
| 1046 – 1062   | Buluggin ibn Muhammad  |           |
| 1062 – 1088   | An-Nasir ibn Alnas     |           |
| 1088 – 1104   | Al-Mansur ibn Nasir    |           |
| 1104          | Badis ibn Mansur       |           |
| 1104 – 1121   | Abd al-Aziz ibn Mansur |           |
| 1121 – 1152   | Yahya ibn Abd al-Aziz  |           |